# Sara González
Sara González Gómez (Marianao, 13 de julho de 1949 – Havana, 1 de fevereiro de 2012) foi uma cantora cubana.

## Biografia
Seu pai trabalhava em plantações de tabaco e sua mãe era costureira, ambos gostavam muito de música e da cultura cubana.
Ainda quando criança teve acesso a um rádio, por meio do qual tomou maior contato com a música.
Teve as primeiras aulas de violão com Nené Enrizo.
Na década de 1960 estudou violão no Conservatório Amadeo Roldán. É graduada pela Escola Nacional de Instrutores de Arte, onde também foi professora de violão e Solfejo.
No início da década de 1970, fez parte do grupo "Los Dimos" e fez apresentações em dueto com Pedro Luís Ferrer.
Ainda quando era estudante, conheceu Silvio Rodríguez e Pablo Milanés. Colaborou com Milanés na musicalização de poemas de José Martí, que resultou no lançamento do disco: "Versos Sencillos" e desse modo começou a se ligar à  Nova Trova Cubana, movimento do qual seria a voz feminina mais representativa.
A partir de 1972 se juntou ao Grupo de Experimentação Sonora do ICAIC, sob a direcção de Leo Brouwer, onde estudou Composição, Harmonia e Orquestração.  Produziu música para cinema, televisão e rádio além de participar em vários discos colectivos juntamente com outras figuras do Movimento da Nueva Trova e do GES.
No início da década de 1980, começou a fazer parte do Conjunto Nacional de Espetáculos, juntamente com Alejandro García Virulo, Carlos Ruiz de la Tejera, Jesús del Valle, entre outros, que fazia uma vertente satírica do teatro musical.
Em 1984, se juntou ao grupo Guaicán, composto por músicos sem formação profissional, que se tornaram seus alunos.
Sara González partilhou os palcos com Silvio Rodríguez, Pablo Milanés, Augusto Blanca, Joan Manuel Serrat, Chico Buarque, Mercedes Sosa, Soledad Bravo, Daniel Viglietti, Pete Seeger, Roy Brown, Pedro Guerra, Beth Carvalho, Liuba María Hevia, Anabell López, Marta Campos e Heidi Igualada entre outros artistas.
Da sua discografia fazem parte os títulos: Versos sencillos de José Martí (1975); Cuatro cosas (1982); Con un poco de amor (1987); Con apuros y paciencia (1991); Si yo fuera mayo (1996) e Mírame (1999).